# Parc national de Ranomafana
Le parc national de Ranomafana est un parc malgache situé dans la province de Fianarantsoa. Créé en 1991, il est inclus en 2007 dans le site du patrimoine mondial des forêts humides de l’Atsinanana.

## Géographie
Il est situé à 65 km au Nord-Est de Fianarantsoa et à 139 km à l’Ouest de Mananjary dans les régions Haute Matsiatra et Vatovavy.
Il est traversé par les routes nationales N 45 et N 25.
Pour atteindre le parc national, il faut parcourir 412 km vers le Sud-est de la capitale malgache, Antananarivo.
Le parc de Ranomafana est situé au Nord du corridor forestier qui le relie au parc national d'Andringitra.

### Description
Le parc couvre un peu plus de 41 600 ha de collines aux pentes raides, à une altitude comprise entre 600 et 1400m. Le parc fait la transition entre le pays Betsileo, à l'ouest, dans les montagnes à une altitude supérieur à 800 m et à l'Est le pays Tanala situé entre 600 et 800m. Ainsi le parc est exposé vers l'est et reçoit les alizés, l'inclinaison des pentes est entre 10 et 50%.
Son périmètre total est de 254 km (ce qui donne un indice shape environ égal à 4), il s'étend sur 80 km du Nord au Sud, avec une largeur de 7 à 15 km d'Ouest en Est.

## Histoire
Le parc national de Ranomafana a été créé en mai 1991, par le gouvernement de Madagascar.

## Patrimoine naturel
Les forêts tropicales humides du parc abritent une extraordinaire biodiversité, on y rencontre notamment un nombre important d'espèces animales et végétales endémiques de Madagascar. Le classement du parc fait suite à la découverte du lémurien bambou doré — Hapalemur aureus —, une espèce circonscrite à cette zone, et à la redécouverte du Prolemur simus. Varecia variegata, une autre espèce de lémurien inféodée à la forêt de plaine, fait partie des priorités de conservations.

### Paysage, habitats
La majorité de la superficie du parc est recouverte de forêt tropicale humide, que l'on peut différencier en forêt humide de plaine jusqu'à une altitude de 800m et forêt d'altitude subhumide au-dessus.
Les habitats prioritaires pour la conservation sont :
- La forêt à Pandanus ;
- La forêt à bambous, l'espèce Cathariostachys madagascariensis est une ressource importance majeure pour les lémuriens du genre Hapalemur ;
- Le périmètre est parcouru par un réseau hydrographique dense, 25 cours d'eau possède des noms. Des marécages sont parfois associés aux cours d'eau dans les bas-fonds, ils constituent des milieux prioritaires pour l'originalité de leur biodiversité et à cause des menaces qui pèse sur leur intégrité.

Certaines secteurs à l'intérieur du périmètre ont subi des coupes sélectives avant la classement de la zone en 1991. la forêt secondaire est identifiable par la présence des arbres du voyageur et par un diamètre moyen des arbres inférieur à celui mesuré dans les secteurs de forêt primaire.

### Flore
Les familles représentées dans la forêt humides sont les Apocynaceae, les Euphorbiaceae, les Rubiaceae, les Arecaceae(Palmiers) sont représentés par les genres Dypsis et Phloga.
Les plantes épiphytes sont très nombreuses compte tenu de l'humidité, on trouve par exemple des orchidées appartenant aux genres  Angraecum dont A.sesquipedale, Bulbophyllum, Cynorkis fastigiata, Disperis tripetaloides, Eulophia macra, Oeonia volucris ainsi que la fougère Asplenium nidus.

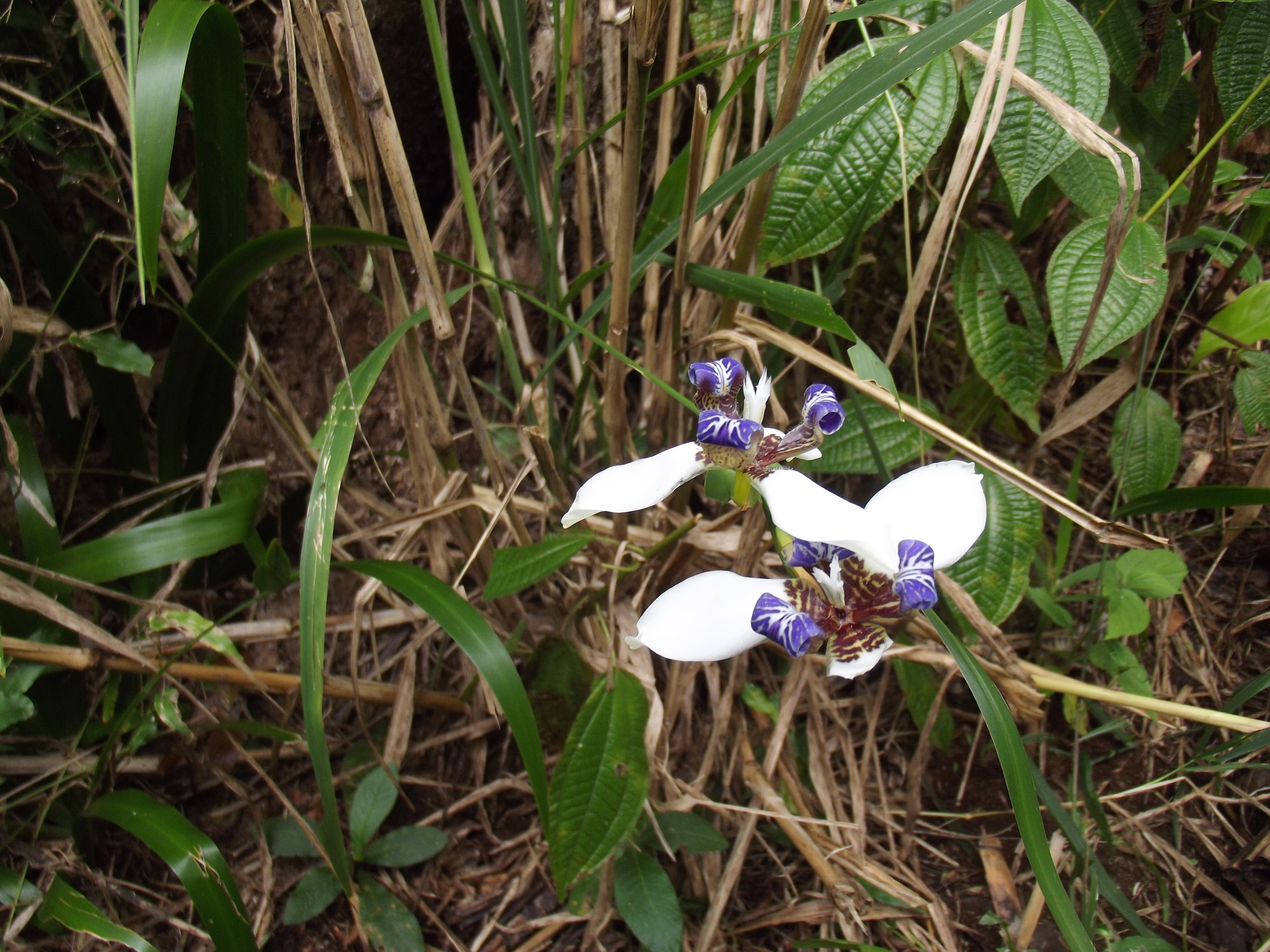
fleurs

### Faune
La faune de Madagascar est très diversifiée et une grande partie des espèces est endémique, du fait de la taille de l'île et de son isolement.
Les mammifères sont représentés par au moins 13 espèces de rongeurs, 20 d'insectivores, 7 de carnivores de la famille des viverridae, 7 de chauves-souris, dont l'espèce endémique Myzopoda aurita. 13 espèce de lémuriens viennent compléter la liste pour l'ordre des primates.
115 espèces d'oiseaux sont représentées, sur les 257 de Madagascar, la majorité des taxons en est endémique.
Concernant l'herpétofaune, 98 espèces de amphibiens et le territoire abrite 24 espèces de lézards, 22 de serpents et 16 de caméléons pour les reptiles.
63 familles d'insectes sont présentes dont 90 papillons répartis en 6 familles. 50 espèces de Coléoptères carabidae ont été recensées, avec une forte variation en diversité et en abondance au cours de l'année. Toujours parmi les scarabées, Trachelophorus giraffa est une curiosité avec son cou de girafe. 350 espèces d'araignées viennent s'ajouter à cette entomofaune diversifié.

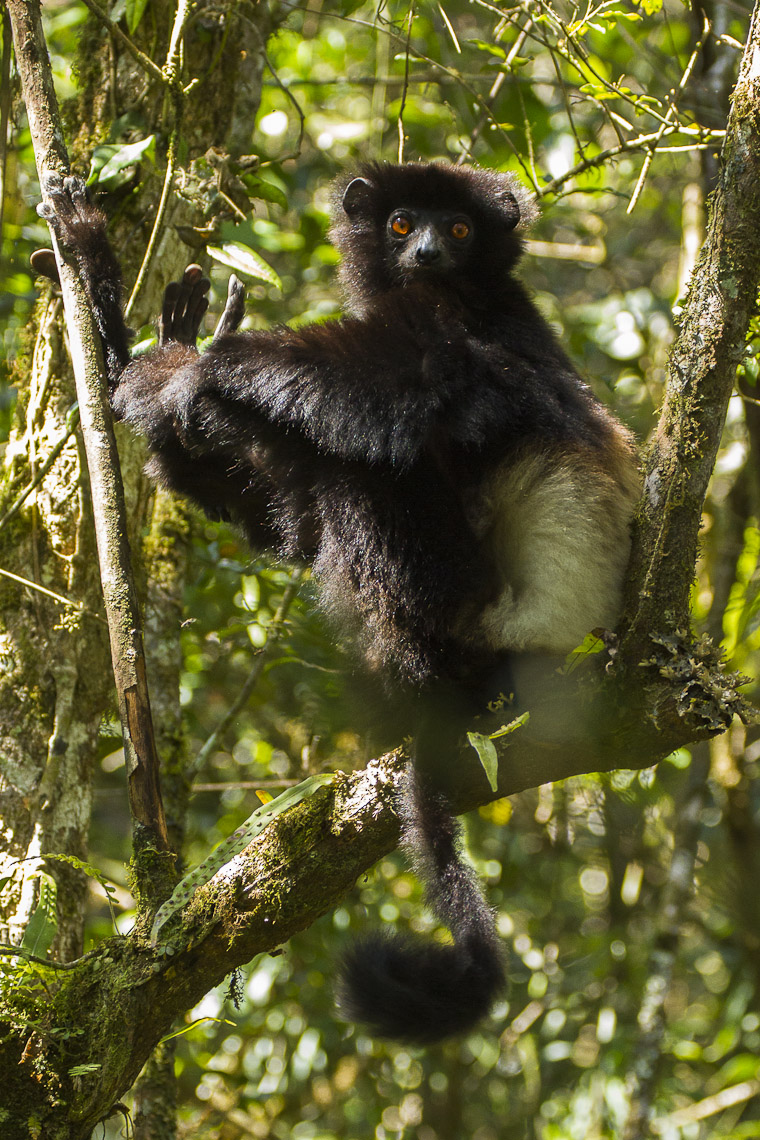
Propithèque de Milne-Edwards Propithecus edwardsi
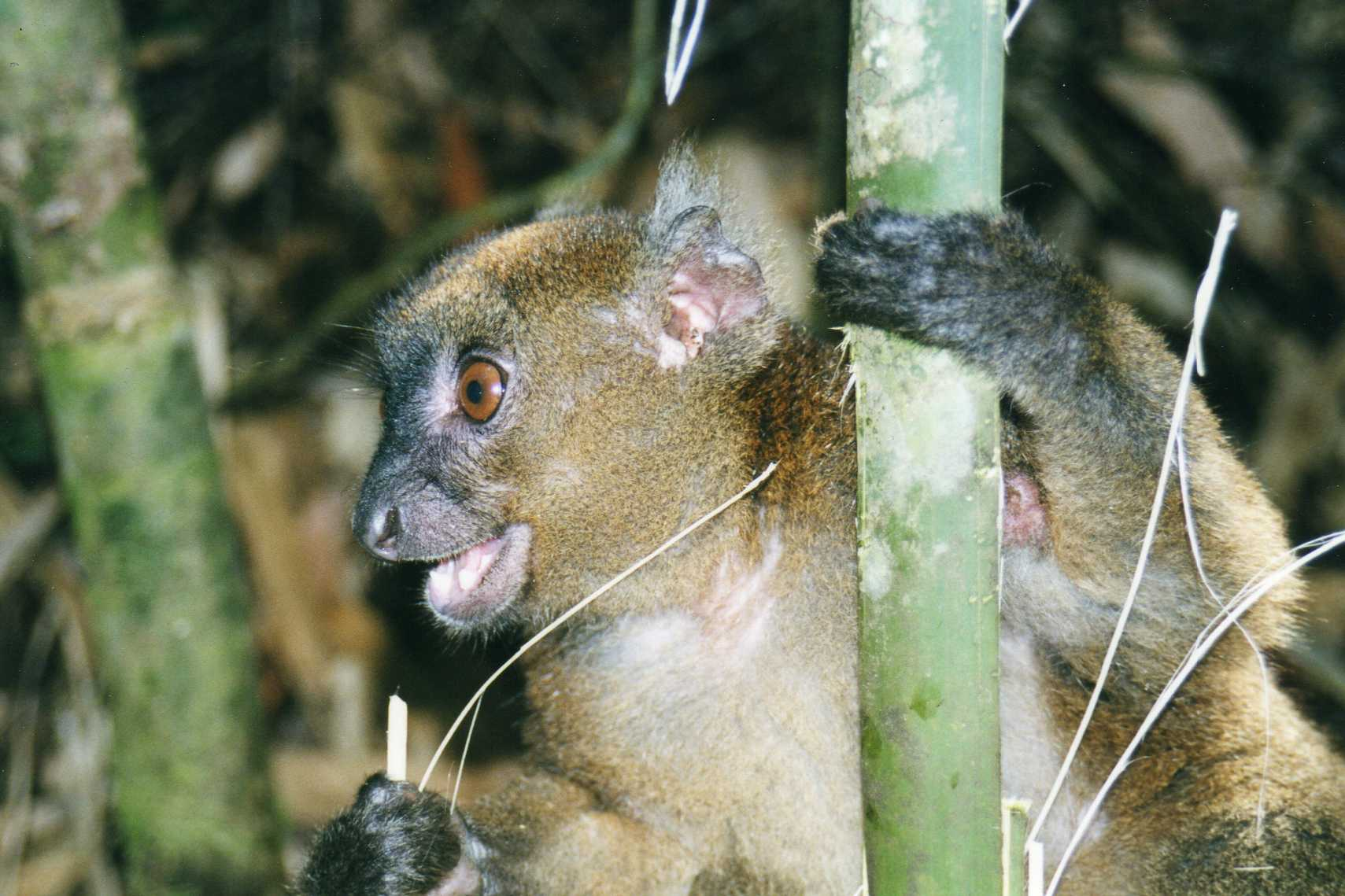
Grand Hapalémur Prolemur simus
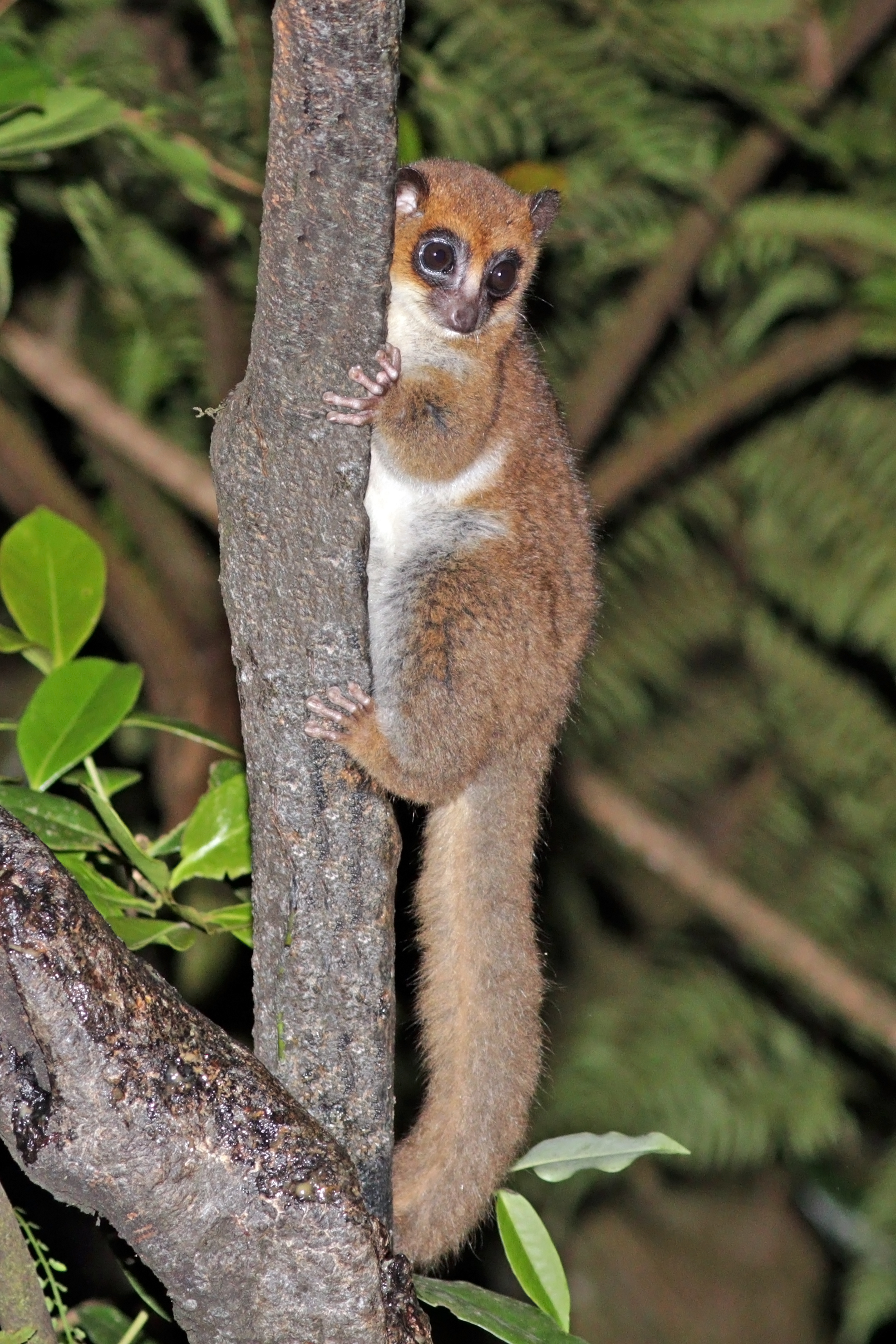
Cheirogaleus crossleyi
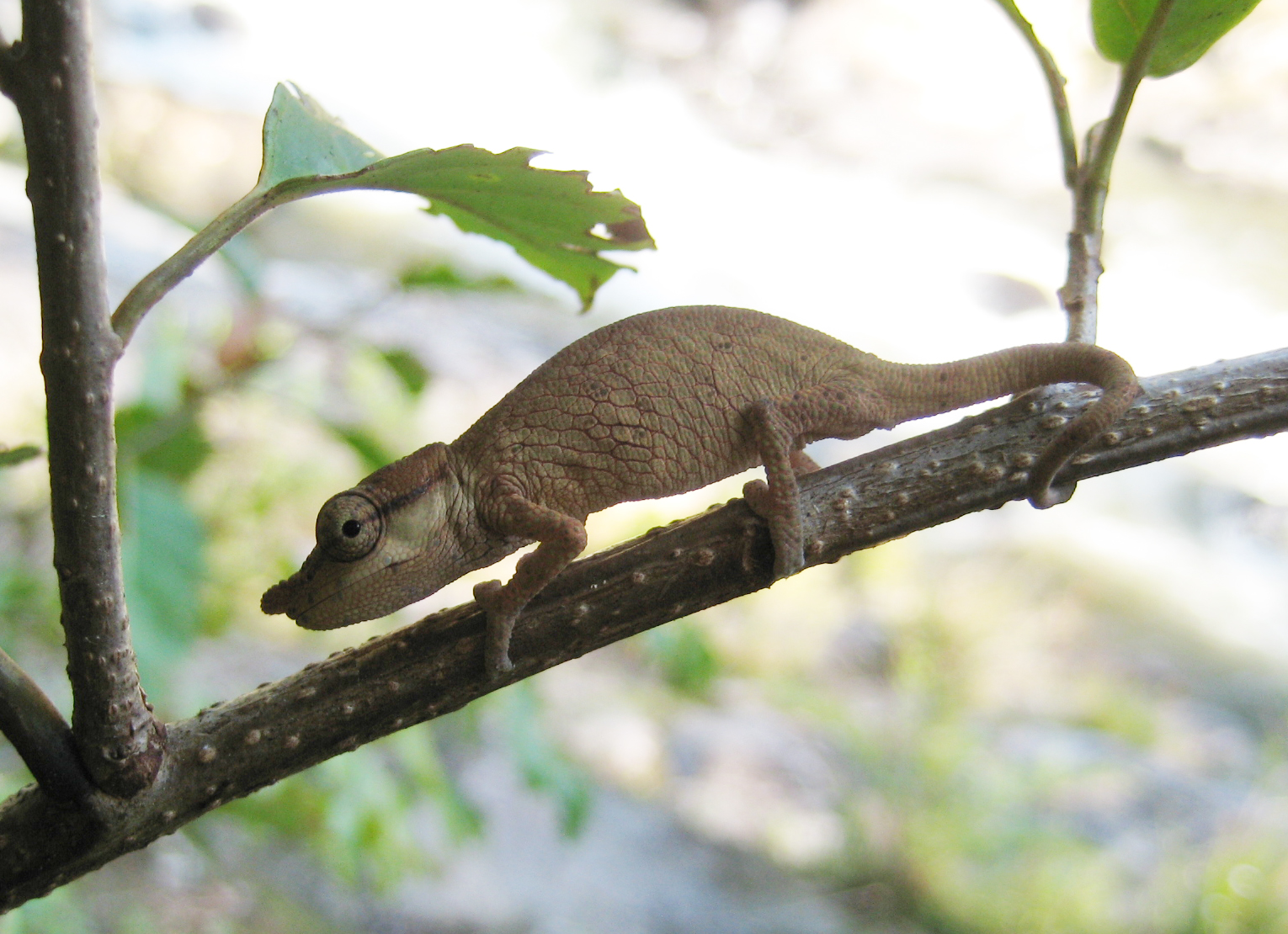
Calumma nasutum
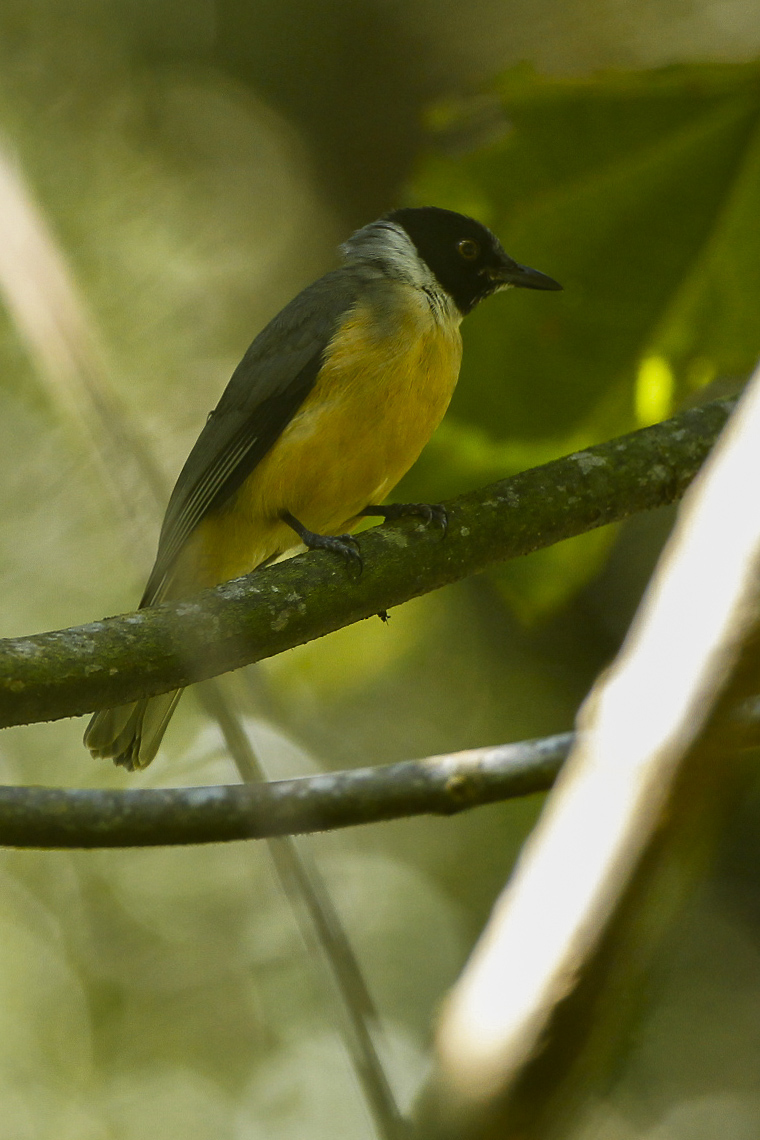
Tylas à tête noire (Tylas eduardi)

## Gestion et administration
La gestion de ce parc est déléguée à Madagascar National Parks, une association de droit malgache.

## Population et activités humaines
Dans la zone à proximité du parc national, sur un rayon de 5 km autour, le paysage est occupé par la culture du riz en mosaïque avec d'autres cultures sur les terrains en pente, et des secteurs de forêt en train de se régénérer, voire de forêt ancienne.
Dans toute la zone, parc et alentours, à l'époque de la création de ce dernier, environ 26 000 personnes vivaient dans plus d'une centaine de villages, la moitié des villages comptait moins de 150 habitants. En 2008, il y avait 137 villages dans la zone périphérique qui comptaient un total de 54 000 habitants
Le coût économique, de l'implantation de cette aire protégée, pour les populations locales, est estimé à 3,37 millions de dollars US.
Une centrale hydroélectrique est implantée sur la rivière Namorona, au niveau d'une chute d'eau de 250m de haut. Elle produit 18,7 MW, et alimente les régions de Fianarantsoa, Ambalavao et Mananjary.

## Tourisme

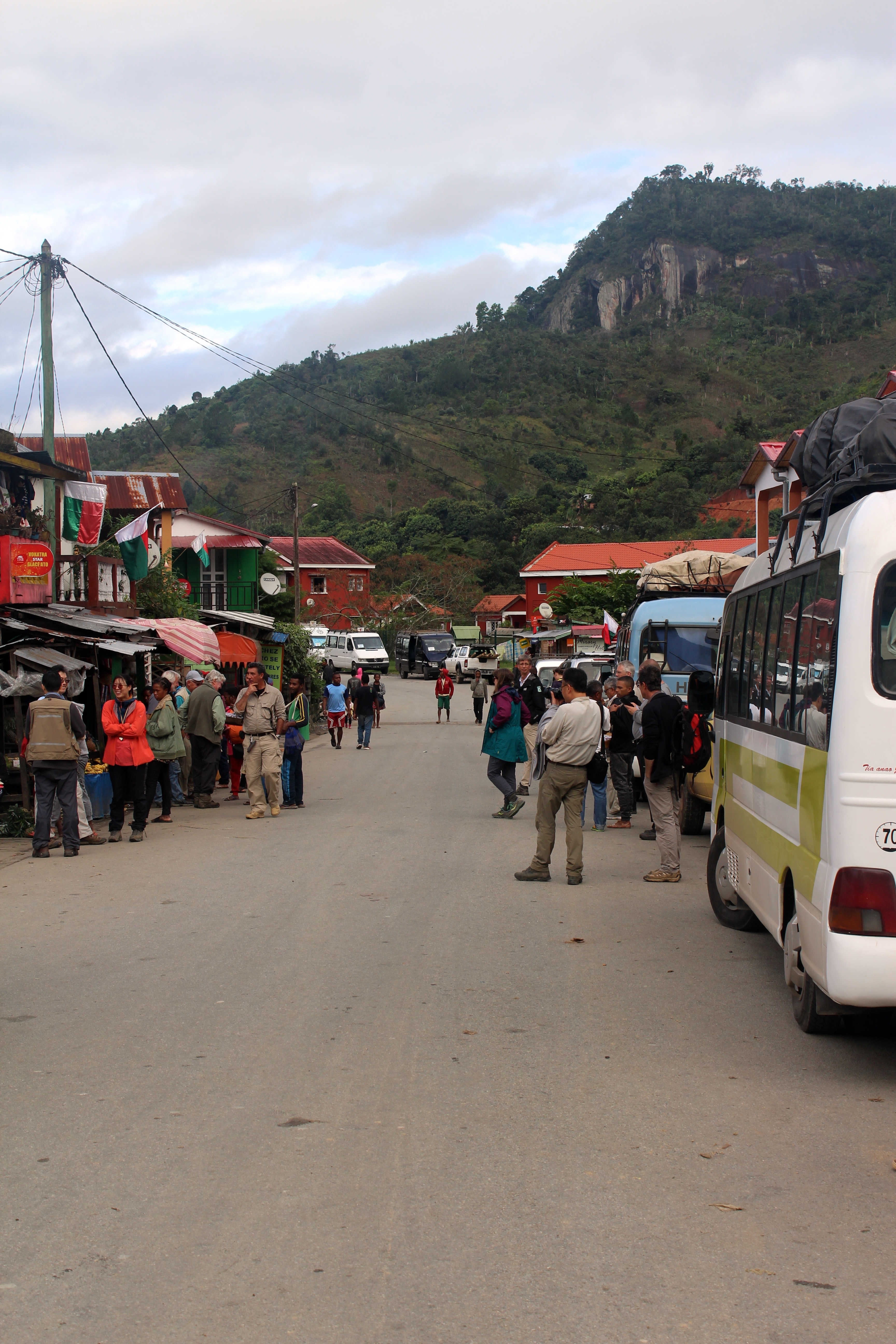
La route RN25 vers le parc national de Ranomafana

### Accès du public - Accueil
Le gouvernement malgache demande un droit d'entrée dans les parcs nationaux et réserves, ce droit est plus élevé pour les étrangers, et les visites sont obligatoirement guidées.
Le bureau d’accueil se trouve à l’entrée du parc à Ambodiamontana, situé à 6,5 km du village de Ranomafana.
On y trouve un gîte d’étape et un écolodge géré par un opérateur touristique privé.

#### Visibilité et promotion du parc
En 2012, le chanteur Jerry Marcoss participe à une campagne lancée par le département d'État des États-Unis à Madagascar afin de promouvoir la conservation et l'écotourisme dans le parc national de Ranomafana. Il y tourne alors un clip.

#### Source d'eau chaude

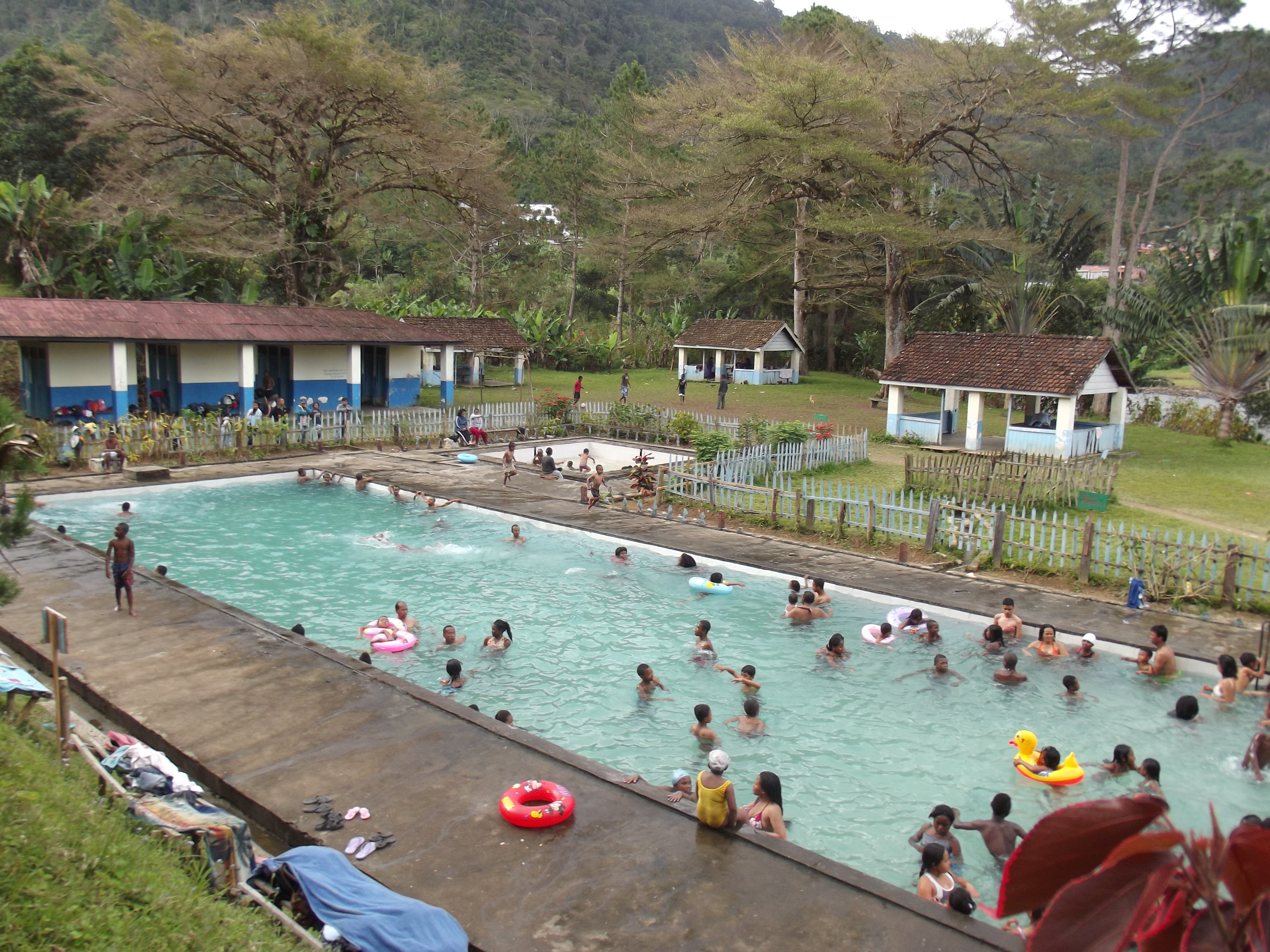
la piscine de la station thermale

Près de la rivière Namorona, une station thermale a été installée sur une source d'eau chaude naturelle. Les infrastructures ont été construites en 1973, sous le régime colonial. Une résidence présidentielle est implantée sur le site. Le centre accueil environ 60 visiteur par jour, dont une dizaine suit une cure thermale.

#### Circuits touristique — Randonnée
5 circuits sont proposés pour la découverte du Parc.

### Économie
Ranomafana fait partie des trois Parc nationaux les plus visités de Madagascar, 12 354 touriste l'avaient choisi comme destination en 2009.
Dans le cas du Parc national de Ranomafana, au moins jusqu'en 2017, le tourisme, et en particulier l'écotourisme, n'ont pas eu l'effet bénéfique escompté sur le plan économique et environnemental, créant peu d'emploi. Les postes de guides ne peuvent généralement pas être pourvus par les villageois locaux, en effet cette fonction, très bien rémunérée nécessite la connaissance de l'anglais et du français et des notions sur la biodiversité locale, or la population est à 80% illettrée